# Cantón las Lechugas 2
Cantón las Lechugas 2 är en ort i Mexiko.   Den ligger i kommunen Huixtla och delstaten Chiapas, i den sydöstra delen av landet, 900 km sydost om huvudstaden Mexico City. Cantón las Lechugas 2 ligger 27 meter över havet och antalet invånare är 284.
Terrängen runt Cantón las Lechugas 2 är huvudsakligen platt, men norrut är den kuperad. Runt Cantón las Lechugas 2 är det ganska tätbefolkat, med 108 invånare per kvadratkilometer. Närmaste större samhälle är Huixtla, 6,4 km norr om Cantón las Lechugas 2. Omgivningarna runt Cantón las Lechugas 2 är en mosaik av jordbruksmark och naturlig växtlighet.